# جگوار (فیلم ۲۰۱۶)
جگوار (انگلیسی: Jaguar) یک فیلم اکشن انتقام جویانه محصول سال ۲۰۱۶ هند است که کارگردانی آن را ماهادیو بر عهده داشته و توسط اچ. دی . کوماراسوامی تحت نشان چانامبیکا فیلمز تهیه شده‌است. توأمان فیلمبرداری با زبان کنادا و تلوگو انجام گرفته‌است، در این فیلم نیخیل کومار، پسر اچ. دی . کوماراسوامی تهیه‌کننده فیلم، و دیپتی ساتی نقش‌های اصلی را بازی کرده‌اند در حالیکه تمنا باتیا نقش کوتاه برجسته ای را در این فیلم ایفا کرده‌است و بدین ترتیب او اولین حضور خود در سینمای کانارایی را انجام داد. موسیقی فیلم را اس. تامان ساخت و صحنه‌های زد و خورد توسط رام لاکشمن طراحی شد.
در روز ۶ اکتبر ۲۰۱۶، فیلم در سراسر جهان اکران شد.